# 山口県道258号武久椋野線
山口県道258号武久椋野線（やまぐちけんどう258ごう たけひさむくのせん）は、山口県下関市を通る一般県道である。

## 概要
下関市武久町2丁目から下関市椋野町2丁目に至る。かつては、現在のJR西日本山陽本線・山陰本線 幡生駅南側から終点までは山陽鉄道の線路敷地であったが、1928年（昭和3年）に山陽本線の経路変更が行われ、線路跡地が道路となり、後に山口県道248号幡生停車場椋野線と指定される。
しかし狭くて信号による交互通行を実施しているJR西日本山陽本線・山陰本線 幡生駅南側のガードに代わる陸橋や国道191号下関北バイパスの建設を契機に経路が変更され、現行路線になった。
2006年（平成18年）3月19日に国道191号下関北バイパスの一部開通に併せて起点 - 下関市武久町1丁目間が開通、JRをまたぐ残区間（下関市武久町1丁目 - 下関市幡生宮ノ下町間）も2008年（平成20年）6月13日に開通し、全線が開通した。
中国自動車道・関門橋 下関ICと、現在建設中の長州出島（響灘に建設中の人工島）とを結ぶ主要道路として位置づけられており、下関IC付近と、国道191号をまたぐ立体交差区間を除いたほぼ全線が4車線で建設されている。

### 路線データ
- 起点：下関市武久町2丁目（国道191号交点）
- 終点：下関市椋野町2丁目（山口県道57号下関港線交点）

## 路線状況

### 道路施設

#### 橋梁
- 武久新橋（武久川、下関市）

## 地理

### 通過する自治体
- 下関市

### 交差する道路
| 交差する道路               | 交差する場所 | 交差する場所 |
| -------------------------- | ------------ | ------------ |
| 国道191号 / 下関北バイパス | 武久町2丁目  | 起点         |
| 山口県道248号下関港安岡線  | 幡生町2丁目  | 旭交差点     |
| 国道2号                    | 椋野町2丁目  |              |
| 山口県道57号下関港線       | 椋野町2丁目  | 終点         |

### 交差する鉄道
- 山陽本線
- 山陰本線

### 沿線
- JR西日本山陽本線・山陰本線 幡生駅
- JR幡生車両所
- 関門トンネル
- 火の山
- E2A 中国自動車道・E2A 関門橋 37 下関IC